# Cold Turkey (Lied)
Cold Turkey (englisch sinngemäß für: ‚Kalter Entzug‘) ist ein Lied, das von John Lennon komponiert wurde. Es erschien im Oktober 1969 als zweite Single der Plastic Ono Band. Auf der B-Seite befand sich das von Yoko Ono verfasste Don’t Worry Kyoko. Cold Turkey war das erste Stück, das Lennon als alleinigen Autor nannte, zuvor war stets Paul McCartney – selbst wenn dieser nicht beteiligt war, wie beispielsweise bei Give Peace a Chance – als Co-Autor angeführt worden.

## Hintergrund

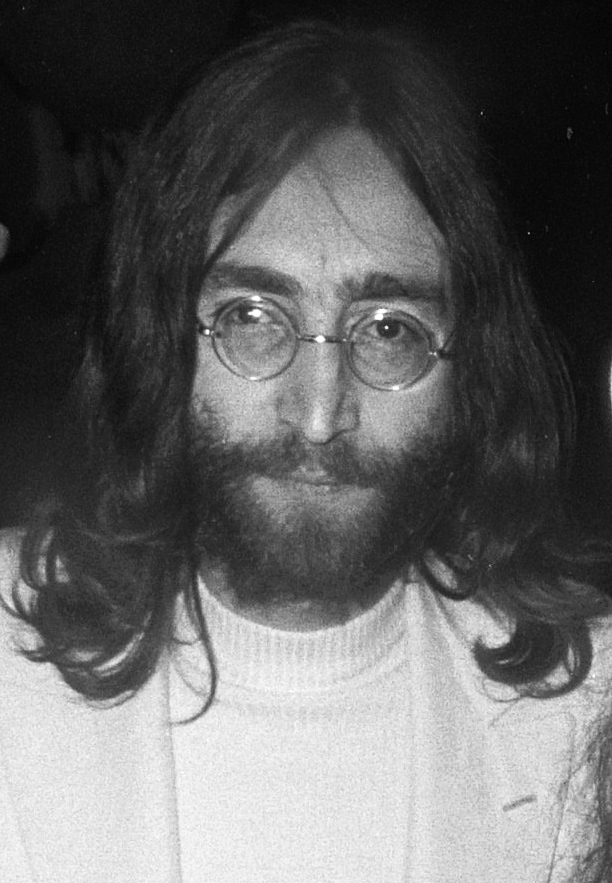
John Lennon (1969)

Die Komposition von Cold Turkey entstand im August 1969, als Lennon und Ono sich der Tortur eines „kalten Entzugs“ unterzogen, um von ihrer Heroinabhängigkeit loszukommen. Beide nahmen die Droge seit 1968 während der Aufnahmen zum Album The Beatles, um – wie Lennon im Dezember 1970 in einem Interview mit Jann Wenner ausführte – den Schmerz zu betäuben. Auf den Entzug ging Lennon allerdings nur mit der Feststellung „Aber wir kamen davon los“ ein. 1970 führte Lennon seinen Heroinkonsum auf die Behandlung zurück, die Yoko Ono von den anderen im Umfeld der Beatles erfuhr.

„Heroin. Es hat einfach nicht so viel Spaß gemacht. Ich habe es nie gespritzt oder so. Wir haben ein wenig geschnüffelt, als wir echte Schmerzen hatten. ……. Wir haben H genommen, weil die Beatles und ihre Kumpels uns (etwas) angetan haben. Und wir sind da rausgekommen. Sie haben sich nicht vorgenommen, es zu tun, aber die Dinge sind aus dieser Zeit herausgekommen. Und ich vergesse es nicht.“

Einen Entzug in einer Klinik wollten beide wegen der zu erwartenden negativen Wirkung in der Öffentlichkeit vermeiden. So blieb ihnen nur der „Totalentzug“ in Lennons Anwesen „Tittenhurst Park“. Bei dieser Methode des Drogenentzugs wird die Droge abrupt abgesetzt. Die Bezeichnung Cold Turkey (deutsch: kalter Truthahn) leitet sich von einigen der Symptome ab, die diese Form des Heroinentzugs begleiten, nämlich kalte Haut und Gänsehaut. Weitere Symptome sind heftiges Erbrechen, Durchfall und kalter Schweiß. Der Entzug ist meistens nach sieben bis zehn Tagen überstanden. Lennon brauchte allerdings mehrere Versuche, um vom Heroin loszukommen.
Der langjährige Beatles-Angestellte Peter Brown schrieb 1983 in seinem Buch The Love You Make, dass Lennon Cold Turkey am 24. August 1969 in einem „Ausbruch von Kreativität“ komponierte. Dabei spiegelte sowohl die Musik als auch der Text die Erfahrungen des Entzugs wider. Die Symptome werden quasi tagebuchähnlich beschrieben. So heißt es unter anderem:
My body is aching, goose-pimple bone […] und thirty-six hours, rolling in pain […]
Brown behauptet in seinem Buch, dass Lennon das Stück Paul McCartney als mögliche Single der Beatles vorgeschlagen habe, was McCartney aber abgelehnt habe. Am 20. September 1969 unterzeichneten John Lennon, Paul McCartney und Ringo Starr in London einen neuen Tantiemen-Vertrag mit der EMI und Capitol Records. Als McCartney während des Treffens eine Reihe Beatles-Konzerte vorschlug, erklärte John Lennon stattdessen seinen Ausstieg aus der Gruppe, den er aber auf Wunsch von Allen Klein noch nicht publik machte. So wurde Cold Turkey für Lennon inoffiziell seine erste Singleveröffentlichung nach seiner Trennung von den Beatles.
1980 äußerte sich Lennon im Interview mit dem Playboy zur Aussage des Lieds, die er als klar gegen Drogen gerichtet sah. Er beklagte sich, dass das Stück seinerzeit von Rundfunkanstalten boykottiert worden war, die die Botschaft nicht begriffen hatten.

„Das Lied ist selbsterklärend. Das Lied wurde verboten, obwohl es ein Antidrogenlied ist. Sie sind so dumm, was Drogen angeht, wissen Sie. Sie blicken nicht auf die Ursache des Drogenproblems: Warum nehmen Menschen Drogen? Wovor fliehen? Ist das Leben so schrecklich? Leben wir in einer so schrecklichen Situation, dass wir ohne Unterstützung durch Alkohol und Tabak nichts tun können? Aspirin, Schlaftabletten, Aufputschmittel, Beruhigungsmittel, ganz zu schweigen von Heroin und Kokain – sie sind nur die äußeren Ränder von Librium und Speed.“

## Aufnahme
Der erste Versuch, das Stück aufzunehmen, wurde am 25. September 1969 in den Abbey Road Studios gestartet. Neben Lennon (Gitarre und Gesang) waren Eric Clapton (Leadgitarre), Klaus Voormann (E-Bass) und Ringo Starr (Schlagzeug) als Begleitmusiker beteiligt. Da Lennon mit dem Ergebnis nach 26 Takes unzufrieden war, trafen sich die Musiker am 28. September 1969 ein weiteres Mal. Die Aufnahmen fanden dieses Mal in den Trident Studios statt. Toningenieure waren Ken Scott, Bill Trow und Dave Corlett. Am folgenden Tag begann Lennon mit dem Toningenieur Phil McDonald in den Abbey Road Studios mit der Abmischung des Lieds. Am 5. Oktober 1969 fügte er einige Overdubs hinzu und stellte die endgültige Abmischung fertig.

## Das Cover der Single
Das Cover der Single zeigte auf der Vorderseite eine Röntgenaufnahme von John Lennons Kopf, die Rückseite zeigte eine Röntgenaufnahme von Yoko Ono. Auf dem Label der Single war PLAY LOUD in großer, fetter Schrift gedruckt.

## Musikvideo
Lennon und Ono produzierten einen Promofilm für die Single. Dazu unterlegten sie einen Zusammenschnitt von verschiedenen Szenen mit ihnen, der von Jonas Mekas stammte, mit der Musik von Cold Turkey.

## Rückgabe des MBE-Orden
Am 26. November 1969 schickte John Lennon seinen MBE-Orden an die Königin zurück, um gegen die britische Beteiligung am Biafra-Krieg, die Unterstützung der USA im Vietnam-Krieg und das Absinken seiner Single Cold Turkey in der Hitparade zu protestieren.

„Your Majesty, I am returning this MBE in protest against Britain’s involvement in the Nigeria-Biafra thing, against our support of America in Vietnam, and against Cold Turkey slipping down the charts. With love, John Lennon of Bag.“

## Alternative Versionen von John Lennon
- Anfang September 1969 hatte John Lennon eine Demoaufnahme von Cold Turkey erstellt. In dieser frühen Fassung begleitete er sich auf einer akustischen Gitarre. Mittels Overdubs hatte Lennon eine zweite Gesangsspur und eine Leadgitarrenspur hinzugefügt. Diese Demoversion wurde am 1. November 2004 auf dem Album Acoustic veröffentlicht.
- Am 12. Dezember 1969 erschien auf dem Live-Album Live Peace in Toronto 1969 die Livefassung des Konzerts vom 13. September 1969. Die Besetzung unterschied sich darin, dass Alan White beim Konzert das Schlagzeug gespielt hatte. Cold Turkey wurde als brandneuer Song vorgestellt, so neu, dass Lennon den Text von einem Blatt Papier ablas, das Ono in der Hand hielt. Bei dieser Version „singt“ Yoko Ono im Hintergrund.

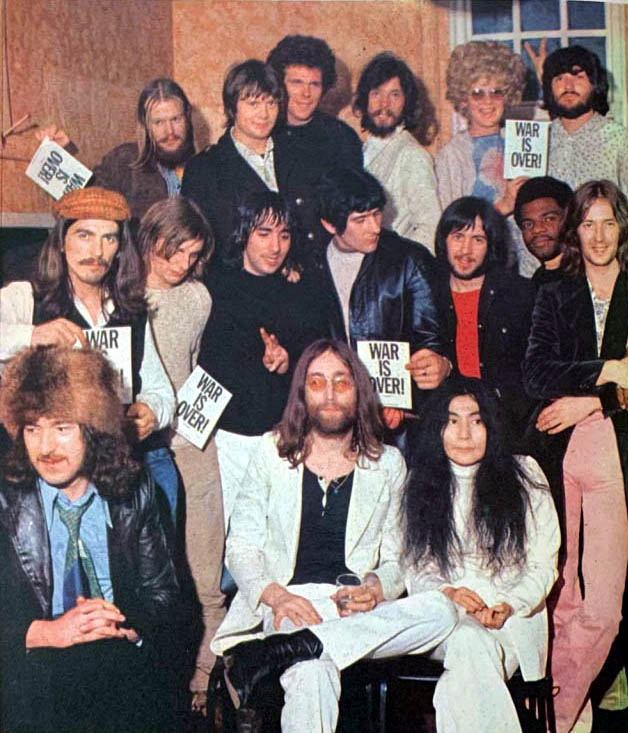
Plastic Ono Supergroup in London am 15. Dezember 1969

- Lennon sang das Lied am 15. Dezember 1969 während eines UNICEF-Benefizkonzerts im Londoner Lyceum. Es war das einzige Konzert der Plastic Ono Band in Europa, bei dem unter anderem Eric Clapton, Delaney & Bonnie’s Band, Billy Preston, Keith Moon und George Harrison zu Gast waren. Diese Version erschien 1972 auf dem Album Some Time in New York City.
- Eine weitere Live-Version des Stücks erschien am 10. Februar 1986 auf dem Album Live in New York City. Die Aufnahme entstand am 30. August 1972 bei einem Auftritt im New Yorker Madison Square Garden. John Lennon und Yoko Ono traten bei zwei Benefiz-Konzerten unter dem Titel „One to One“ zugunsten geistig behinderter Kinder auf. Begleitet wurden Lennon und Ono von der New Yorker Band Elephant’s Memory, die hier als Plastic Ono Elephant’s Memory Band geführt wurde.

## Veröffentlichung

### Singleveröffentlichungen
- Die Single Cold Turkey erschien in den USA am 20. Oktober 1969 (Großbritannien: 24. Oktober 1969) und enthielt auf der B-Seite die Ono-Komposition Don't Worry Kyoko (Mummy's Only Looking for a Hand in the Snow).[4][5]
- Im März 1984 erschien in Großbritannien die Single Give Peace a Chance/Cold Turkey[6]

### Albumveröffentlichungen
- Am 12. Dezember 1969 erschien das Livealbum Live Peace in Toronto 1969 auf dem sich Cold Turkey befindet.
- Am 12. Juni 1972 erschien in den USA (Großbritannien: 15. September 1972) das Album Some Time in New York City auf dem sich eine Liveversion vom 15. Dezember 1969 von Cold Turkey befindet. Im November 2005 wurde das Album Some Time in New York City als Einzel-CD in einer remasterten und neu abgemischten Version wiederveröffentlicht. Die Neuabmischung erfolgte im Jahr 2005 in den Abbey Road Studios unter der Aufsicht von Yoko Ono. Der Remix-Ingenieur war Peter Cobbin.
- Eine weitere Liveversion erschien am 24. Januar 1986 auf dem Livealbum Live in New York City
- Im November 2004 wurde auf der Acoustic eine Probeaufnahme von Cold Turkey veröffentlicht.
- Cold Turkey befindet sich auf folgenden John Lennon-Kompilationsalben: Shaved Fish, The John Lennon Collection (CD-Version), Lennon, Lennon Legend: The Very Best of John Lennon, Instant Karma: All-Time Greatest Hits, Working Class Hero: The Definitive Lennon, Gimme Some Truth, John Lennon Collector’s Edition, Power to the People: The Hits, Signature Box.
- Am 9. Oktober 2020 erschien das Kompilationsalbum GIMME SOME TRUTH., das neuabgemischte Lieder beinhaltet, so auch Cold Turkey.
- Am 23. April 2021 erschien die bisher inhaltlich umfangreichste Wiederveröffentlichung der John Lennon/Plastic Ono Band-Aufnahmen als Box-Set. Die Lieder des Albums wurden von Paul Hicks in den Abbey Road Studios und den The Hix Factory Studios neu abgemischt. Für die Neuabmischung gab Yoko Ono die Anweisung, dass der Sound des Albums und der Gesang von John Lennon klarer hörbarer werden sollten. Darüber hinaus wurde auch eine 5.1-Abmischung hergestellt. Diese Ausgabe enthält neben der neuabgemischten Version von Cold Turkey sowie Take 1 (5:24). Weiterhin enthalten ist Take 2 (5:06) sowie der Elements Mix, bei dem es sich um eine Instrumentalversion handelt.[7] Cold Turkey wurde als einer der drei Bonustücke der Einzel-CD-Ausgabe hinzugefügt.

## Auszeichnungen
Im März 2005 platzierte die britische Musikzeitschrift Q das Lied Cold Turkey auf Rang 74 seiner Liste der „100 Greatest Guitar Tracks“.

## Chartplatzierungen
| ChartsChartplatzierungen       | Höchstplatzierung | Wochen |
| ------------------------------ | ----------------- | ------ |
| Vereinigte Staaten (Billboard) | 30 (12 Wo.)       | 12     |
| Vereinigtes Königreich (OCC)   | 14 (8 Wo.)        | 8      |

## Coverversionen
Es gibt über 40 Coverversionen von Cold Turkey.
- Bereits 1970 nahm Freddie Hubbard eine Instrumentalversion des Stücks auf. Sie entstand während der Arbeiten für sein Album Red Clay. Diese Fassung – an der unter anderen Herbie Hancock und Joe Henderson beteiligt waren – ist vom Funk und Free Jazz beeinflusst.
- Von der englischen Band The Godfathers stammt eine Coverversion, die 1986 auf ihrem Debütalbum Hit by Hit erschien.
- Cheap Trick (1996)[11]
- Lenny Kravitz sang Cold Turkey auf dem Benefizalbum Make Some Noise – The Amnesty International Campaign to Save Darfur aus dem Jahr 2007, auf dem unterschiedliche Künstler Kompositionen von John Lennon interpretierten.
- Die Band Billy Talent veröffentlichte 2009 eine Coverversion auf der Single Rusted from the Rain.